# ドミトリー・トレポフ

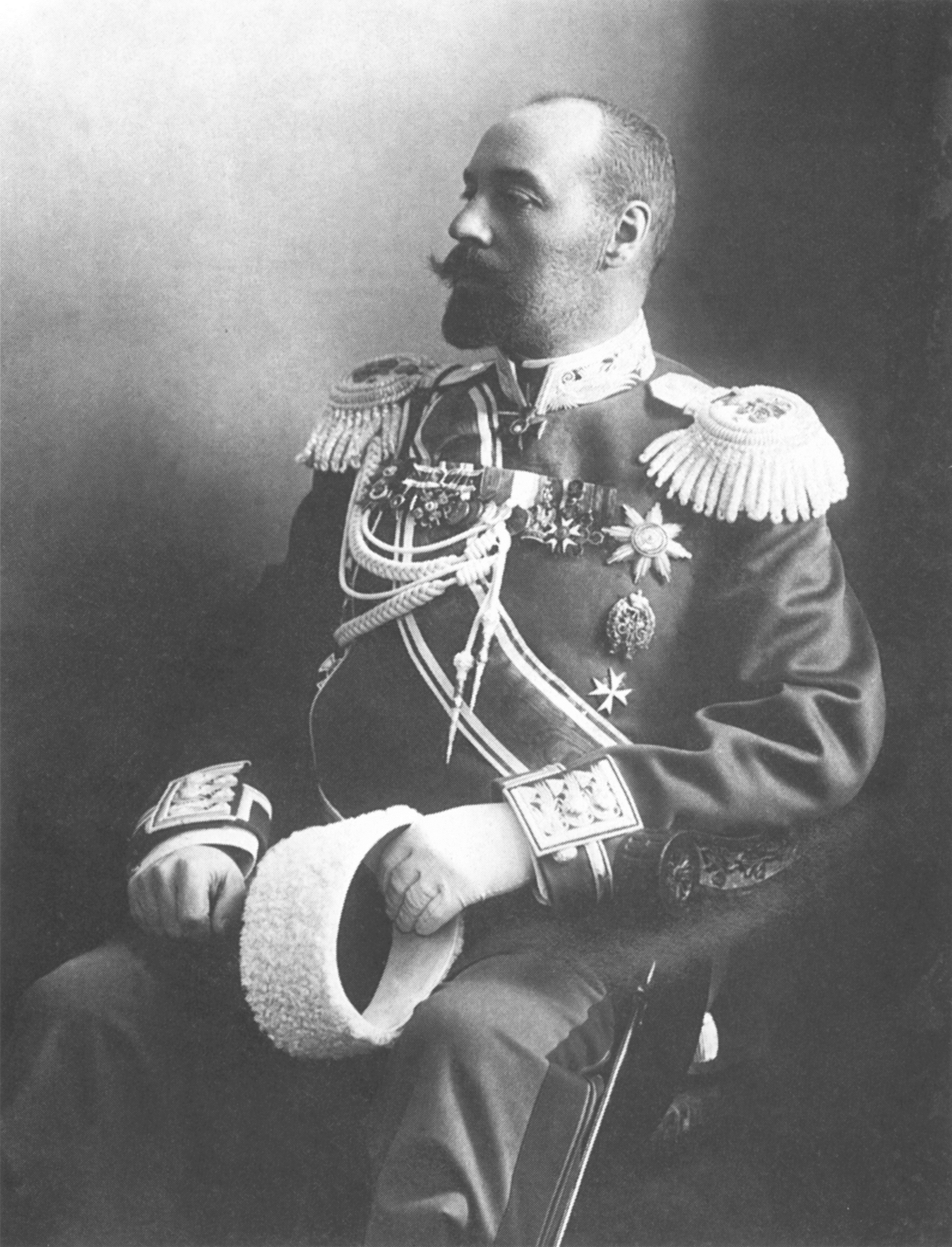
ドミトリー・トレポフ

ドミトリー・フョードロヴィチ・トレポフ（Дми́трий Фёдорович Тре́пов、Dmitrii Fyodorovich Trepov、1855年12月15日 - 1906年9月15日）は、帝政ロシアの軍人、官僚政治家。ペテルブルク特別市長官（市長）で、ヴェーラ・ザスーリチに狙撃されたフョードル・トレポフ将軍の三男。宮廷警備司令官となり、ロシア皇帝ニコライ2世の相談役として権勢を振るった。のちにロシア帝国首相となるアレクサンドル・トレポフは弟。
父親のフョードル・トレポフ将軍同様、徹底した反動主義者であり、モスクワ総督セルゲイ・アレクサンドロヴィチ大公の指示で皇帝官房第三部入りし、モスクワ警視総監となり革命派の弾圧に当たった。1905年、セルゲイ大公が暗殺されると、ペテルブルク市総督に就任。ロシア第一革命の鎮圧にも当たった。同年7月には、内務次官に任命された。その後は宮廷警備司令官となり、1905年のポグロムを組織化するなど、一貫して、反動、専制政治の推進者として行動した。1906年、狭心症のため死去した。